# Eumòlpides
Eumòlpides és el nom d'una dinastia familiar de sacerdots de l'Àtica, la més distingida i venerada de totes les dinasties sacerdotals gregues. Estaven dedicats al culte de Demèter a Atenes i Eleusis i deien ser descendents del bard traci Eumolpos, llegendari introductor dels misteris d'Eleusis a l'Àtica.
Un membre de la dinastia, com a hierofanta dirigia les celebracions dels misteris d'Eleusis i el seu aspecte exterior tenia diverses particularitats que permetien identificar-lo (els pels, una diadema, roba de porpra). El membre de la família que arribava a hierofanta no es podia casar. La resta dels membres de la família no consta que tinguessin cap funció especial encara que prenien part a la celebració dels misteris o Eleusínia.
Els eumòlpides tenien poders judicials per qüestions religioses; la llei que aplicaven no estava escrita i cada eumòlpida tenia el dret d'interpretar-la.